# Štramberská Trúba
Štramberská Trúba je věž původního štramberského hradu, založeného koncem 13. století. V roce 1783 se část hradu zřítila a byla rozebrána. Odbor KČT Štramberk začal 19. října 1902 s restaurací věže. Otevřena veřejnosti byla 1. června 1904. Náklad na stavbu činil 11 000 K. Přestavba byla provedena podle návrhu architekta Kamila Hilberta. Do vlastnictví Klubu československých turistů přešla z nájmu až v roce 1920. Věž slouží dodnes jako rozhledna.

## Zajímavost
Střecha věže má tvar přímého kruhového konoidu. 